# Obří kolo ve Vídni

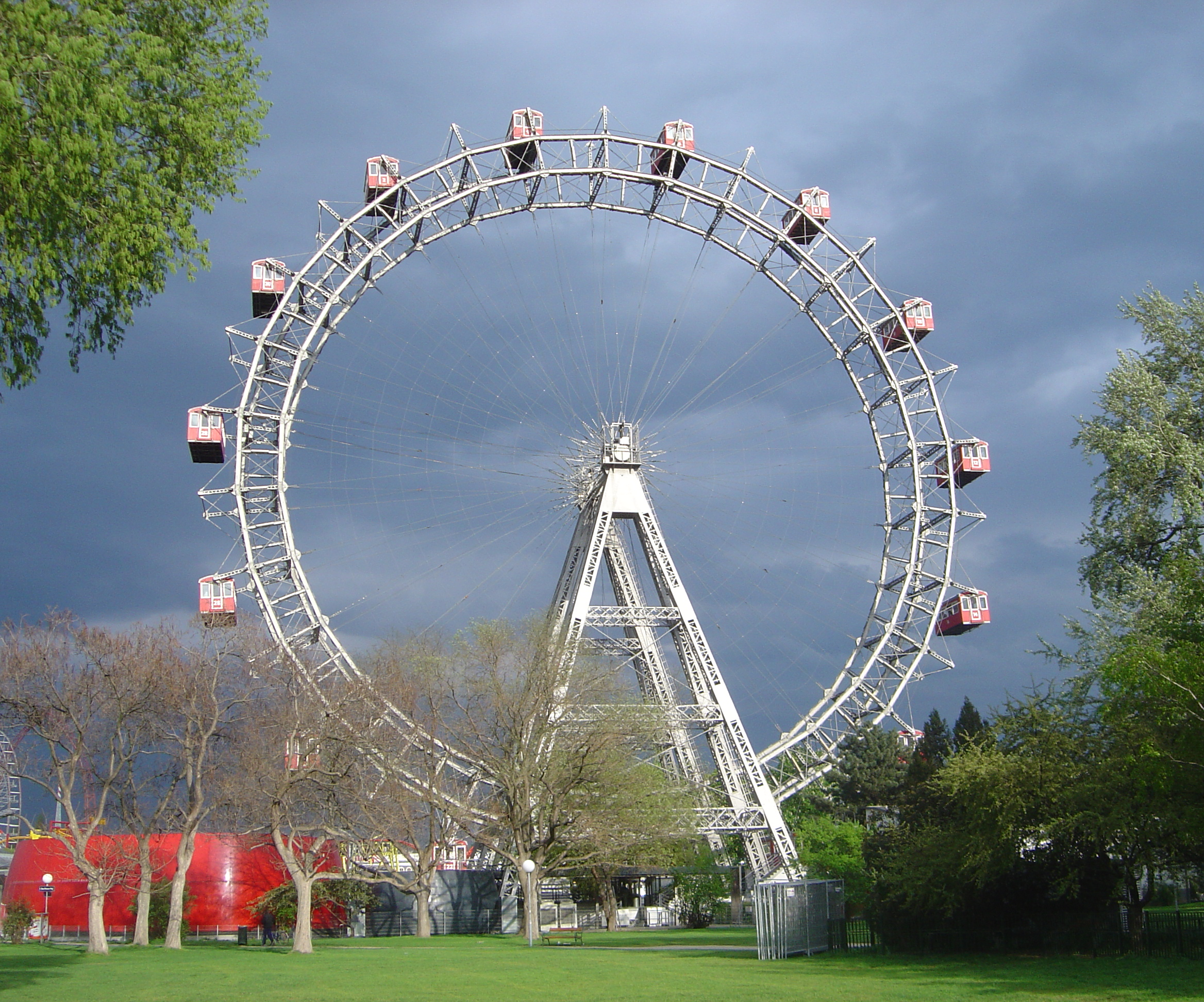
Obří kolo v Prátru

Vídeňské obří kolo nacházející se v zábavním parku Prátr, je jedním ze symbolů města a nejstarší atrakcí svého druhu na světě.

## Historie
Obří kolo postavil anglický inženýr Walter Basset Basset, stavba byla zahájena v listopadu 1896 a 3. července 1897 bylo kolo po zkušebním provozu otevřeno pro veřejnost. Ve své době nebylo žádným unikátem. Podobná kola byla na konci 19. století velice populární a Basset je vybudoval i v Chicagu, Londýně, Blackpoolu a Paříži. Vídeňské se ale jako jediné z nich zachovalo.
Na konci druhé světové války bylo kolo postiženo požárem, který zničil hnací ústrojí i vagóny. Po skončení války bylo obnoveno a znovu otevřeno 25. května 1947, na konstrukci byla umístěna už jen polovina vagónů.

## Popis
V nejvyšším místě kolo dosahuje 64,75 m, jeho průměr je 61 m. Hmotnost celé železné konstrukce činí 430 tun. Patnáct vagónů (polovina z počtu před rokem 1945) se otáčí rychlostí 0,75 m·s−1.

## Kolo v umění
Na vídeňském obřím kole se natáčel britský poválečný film Třetí muž, bondovka Dech života a romantický film Před úsvitem. Kolo je také možno mnohokrát spatřit v rakouském seriálu Komisař Rex. Objevilo se též ve filmu z roku 2015 Dáma ve zlatém.